# ESCM-CL
eSCM-CL (de l'anglais eSourcing Capability Model for Client Organizations) est le volet « client » du référentiel eSCM (pour eSourcing Capability Model) qui a été conçu en 2002 par l'université Carnegie-Mellon/ItSQC afin d'améliorer la relation entre clients et fournisseurs dans le cadre de la fourniture de Services utilisant les technologies de l'information.
Ces services sont de nature très diverse : infogérance, externalisation du support informatique, tierce maintenance, fourniture de liaisons de télécommunications, fourniture de centres d'hébergement de systèmes informatiques, fourniture de paie clé-en-main, fourniture d'applications sous forme de service, etc.
eSCM-CL (v1.1 en 2005) permet aux organisations clientes d'évaluer et d'améliorer leur aptitude à gérer leurs fournisseurs de services récurrents en développant des relations plus efficaces, en gérant mieux ces relations, leur permettant ainsi de diminuer les échecs, actuellement fréquents, dans leur relation client-fournisseur.
eSCM (V1 en 2002 et V2 en 2004) possède un second volet, eSCM-SP (pour service provider) symétrique, pour les fournisseurs, d'eSCM-CL. L'existence de ces deux modèles complémentaires, symétriques et cohérents pour chacune des parties de la relation, est l'une des originalités d'eSCM.

## Structure du modèle
Le modèle est organisé selon trois dimensions :
1. étapes du cycle de vie ;
2. domaine d'aptitude ;
3. niveau d'aptitude.

## Phases du cycle de vie
Le modèle est organisé de façon intuitive pour suivre le cycle de vie d'une relation client-fournisseur, suivant 4 phases distinctes :
1. Analyse - quels services faut-il confier à un fournisseur extérieur ? avec quelles exigences, quelle stratégie ?
2. Démarrage - inclut les activités d'identification, de sélection des fournisseurs, de contractualisation et de démarrage des opérations.
3. Fourniture du Service
4. Résiliation du Service - inclut les activités permettant de terminer avec succès la relation.

La phase d'analyse est propre à eSCM-CL ; les trois suivantes sont communes à eSCM-SP. De plus, certaines pratiques sont communes à toutes les phases. Elles sont alors qualifiées de permanentes.

## Niveaux d'aptitude
eSCM-CL est organisé en cinq niveaux d'aptitude croissants :
1. Effectuer le sourcing ;
2. Gérer le sourcing de façon cohérente ;
3. Gérer la performance de sourcing de l'organisation ;
4. Améliorer la valeur de façon proactive ;
5. Maintenir l'excellence.

## Domaines d'aptitude
eSCM-CL contient 95 pratiques groupées en 17 domaines d'aptitude :
1. Permanentes
  1. Gestion de la stratégie de sourcing
  2. Gestion de la gouvernance
  3. Gestion des relations
  4. Gestion de la valeur
  5. Gestion du changement organisationnel
  6. Gestion des collaborateurs
  7. Gestion des connaissances
  8. Gestion des technologies
  9. Gestion des risques
2. Analyse
  1. Analyse des opportunités de sourcing
  2. Approche du sourcing
3. Démarrage
  1. Plan de sourcing
  2. Evaluation des fournisseurs
  3. Contrats de sourcing
  4. Transfert des services
4. Fourniture
  1. Gestion des services sourcés
5. Résiliation
  1. Phase de réversibilité